# إيه إن 11
إيه إن 11 AN-11 كانت القنبلة النووية الأولى لفرنسا.
بدأ تطوير النسخة الأولى من القنبلة في أوائل الخمسينات، وجرى الاختبار النووي الأول في 13 فبراير 1962، ودخلت الخدمة في عام 1964.
وكانت تزن 1500 كجم وهي قنبلة إسقاطية.
وتم إنتاج 40 قنبلة إيه إن 11 بين عامي 1963 و1968.
واستبدلت في عام 1967 بالقنبلة الأكثر تقدماً إيه إن 22.